# 보어 공화국

보라색은 보어 공화국, 초록색은 그리쿠아 공화국

보어 공화국(아프리칸스어: Boererepubliek)이란 현 남아프리카 공화국 북서부 지역에서 네덜란드인의 후손들(현 보어인의 조상)이 세운 자치 공화국들을 집합적으로 일컫는 말이다. 보어 국가(Boerstaat)라고도 한다. 18세기부터 20세기 초까지 존재하였으나, 모두 남아프리카 연방에 병합되었다.

## 보어 공화국 보기

### 네덜란드 통치시대에 세워진 나라
- 그라프 레이네
- 스벨렌담

## 같이 보기
- 남아프리카 공화국의 역사